# Bandera de les Seychelles
La bandera de les Seychelles fou adoptada el 18 de juny de 1996 a través de l'Acta Nacional de Símbols (Núm. 3)del mateix any i està formada per cinc bandes obliqües de colors blau, groc, vermell, blanc i verd. El color blau representa el mar i el cel, el groc representa el sol que il·lumina l'arxipèlag, el vermell simbolitza la gent i el seu treball cap al futur, el blanc representa la justícia social i l'harmonia. Finalment, el color verd representa l'entorn natural de les Seychelles.

## Construcció i dimensions
Les proporcions de les bandes blava:groga:vermella a la vora superior són de proporcions 1:1:1 i les bandes vermella:blanca:verda a la vora exterior del vol també són 1:1:1.

Plantilla de construcció de la bandera.

## Colors
Els colors de la bandera s'especifiquen a l'Acta nacional de Símbols No. 3 de. La resta de models de colors s'han extret a patir dels codis de Pantone descrits.
| Model de color | Blau        | Groc         | Vermell     | Blanc         | Verd        |
| -------------- | ----------- | ------------ | ----------- | ------------- | ----------- |
| Pantone        | 294C        | 122C         | 1795C       | Blanc         | 356C        |
| RAL            | 5010        | 1016         | 3028        | 9016          | 6029        |
| CMYK           | 100-55-0-47 | 0-14-66-1    | 0-84-84-16  | 0-0-0-0       | 100-0-53-52 |
| RGB            | 0, 61, 136  | 252, 217, 85 | 215, 35, 35 | 255, 255, 255 | 0, 123, 58  |
| HTML           | #003D88     | #FCD955      | #D92223     | #FFFFFF       | #007A39     |

## Banderes històriques
La primera bandera es va adoptar després de la independència el 29 de juny de 1976. Estava formada per dos triangles blaus i dos vermells alternats. Casualment, la bandera era gairebé idèntica a la bandera de l'Australasian United Steam Navigation Company (AUSNC)
L'any 1977, quan el president James Mancham va ser enderrocat per France-Albert René, l'antiga bandera fou abolida i es va utilitzar la bandera vermella, blanca i verda basada en la bandera del Partit Popular Unit de les Seychelles (actual United Seychelles), que tenia una franja blanca ondulada diferent. L'única diferència significativa entre la bandera nacional i la bandera del United Seychelles fou la representació del sol a la bandera del partit que no s'utilitzava a la bandera del país. Quan el partit va perdre la majoria a les eleccions, altres partits van exigir un canvi de bandera que va portar a l'aprovació parlamentària d'una nova proposta de disseny.

Bandera de l'Australasian United Steam Navigation Company.
Seychelles (1903–1961). Anteriorment era administrada com una dependència de Maurici
Seychelles (1961–1976)
Seychelles (juny 1976 - juliol 1977)
Seychelles (1977-1996)